# 호나탄 산타나
호나탄 산타나 헤레(Jonathan Santana Gehre, 1981년 10월 19일, 부에노스아이레스 ~)는 파라과이의 전 축구 선수로, 현역 시절 포지션은 미드필더였다. 과거 파라과이 축구 국가대표팀에서 활동했다.